# Ole Lukøje
Ole Lukøje (bản dịch Việt ngữ thập niên 1920: Ông ba bị) là một đồng thoại của Hans Christian Andersen.

## Lịch sử
Truyện dựa theo truyền thuyết của một sinh vật bí ẩn được gọi là sød mælk (hay còn được gọi là "thần ngủ"/"người cát"), người nhẹ nhàng đưa những đứa trẻ vào giấc ngủ, và tùy thuộc vào đứa trẻ đó tốt hay xấu, ông cho chúng thấy những giấc mơ khác nhau.
"Dưới mỗi cánh tay ông ta mang một chiếc ô; một trong số chúng có những hình ảnh tuyệt đẹp bên trong, ông mở rộng nó ra trên những đứa trẻ ngoan, và sau đó bọn trẻ sẽ mơ thấy những câu chuyện đẹp nhất cả đêm. Nhưng còn cái ô còn lại thì không có hình ảnh nào cả, và ông giữ chúng trên những đứa trẻ nghịch ngợm để cho chúng mơ thấy những cơn ác mộng và không ngủ được, và khi chúng thức dậy vào buổi sáng, chúng sẽ không mơ đến một thứ gì cả."
Cái tên "Ole Lukøje" thực sự bao gồm hai phần: "Ole" là tên chung dành cho các cậu bé Đan Mạch, và "Lukøje" là một từ Đan Mạch kết hợp giữa từ "gần" và "mắt". Trong câu chuyện, anh tới thăm một cậu bé tên là Hjalmar mỗi đêm trong tuần và kể chuyện cho cậu. Sau này chúng ta có thể hiểu rằng Ole Lukøie là vị thần của giấc mơ, và trong lần kể chuyện cuối cùng của mình vào ngày Chủ Nhật, ông nói với người anh của mình, cũng được gọi là Ole Lukøje nhưng đồng thời là thần Chết, người đóng con mắt của những người mà ông đến thăm và đưa người đó đi với ông.

## Ole Lukøie là Thần Chết
Bản tiếng Đan Mạch:
"Jeg vil vise Dig min Broder, han hedder ogsaa Ole Lukøie, men han kommer aldrig til nogen meer end eengang og naar han kommer, tager han dem med paa sin Hest og fortæller dem Historier.
"Han kan kun to, een der er saa mageløs deilig, at ingen i Verden kan tænke sig den, og een der er saa fæl og gruelig - ja det er ikke til at beskrive!"
Og saa løftede Ole Lukøie den lille Hjalmar op i Vinduet og sagde, "der skal Du see min Broder, den anden Ole Lukøie! de kalde ham ogsaa Døden!
"Seer Du, han seer slet ikke slem ud, som i Billedebøgerne, hvor han er Been og Knokler! nei, det er Sølvbroderi han har paa Kjolen: det er den deiligste Husar-Uniform! en Kappe af sort Fløiel flyver bag ud over Hesten! See hvor han rider i Gallop." 
Bản dịch tiếng Việt:
"Ta sẽ chỉ cho cháu thấy anh trai của ta. Ông cũng được gọi là Ole Lukøie nhưng ông không bao giờ đến thăm bất kỳ ai.Nhưng chỉ một lần, và khi ông ấy đến, ông sẽ đưa người đó đi trên con ngựa của mình, và kể cho người đó những câu chuyện trong khi họ đi cùng. 
Ông ấy chỉ biết hai câu chuyện: Một trong số chúng rất xinh đẹp và quá tuyệt vời đến mức không một ai trên thế giới có thể tưởng tượng bất cứ thứ gì giống như nó, nhưng còn câu chuyện còn lại thì rất xấu xí và quá đáng sợ đến mức không thể mô tả nó."
Sau đó, Ole Lukøie nâng Hjalmar lên cửa sổ. "Bây giờ, cháu có thể nhìn thấy anh trai của ta, một Ole Lukøie thứ hai, còn được gọi là Thần Chết.
Bạn có thể nhận ra rằng ông ấy không quá xấu như những người khác nói về ông trong các câu chuyện kia. Ông ấy là một bộ xương, nhưng bây giờ ông đang khoác trên mình chiếc áo khoác được thêu với những họa tiết bằng bạc, và ông mặc một bộ đồng phục lộng lẫy của một kỵ binh với một tấm áo choàng nhung màu đen bay phấp phới sau lưng trên con ngựa. Hãy nhìn cách ông ấy phi nhanh dọc đường. "